# Fikru Maru
Fikru Maru[uttal saknas], född 24 december 1950, död 3 maj 2025, i Stockholm, var en svensk-etiopisk hjärtläkare. Han hölls, med allvarliga hälsoproblem, i fängsligt förvar i Etiopien i drygt 5 år, från den 12 maj 2013 till den 15 maj 2018. De tre första åren avtjänade han straff för ett mutåtal som ogiltigförklarades 2016 av högsta domstolen. De två sista åren satt han i fängsligt förvar utan att vara dömd för något brott.

## Biografi
Maru föddes i Etiopien och utbildade sig till stridspilot. Då kejsaren Haile Selassie  störtades i en kommunistisk militärkupp i januari 1974 tvingades Maru fly för sitt liv, då han fått veta att han fanns på kuppmakarnas dödslista. Flykten gick via Eritrea, Sudan och flyg från Khartoum till Beirut och vidare till Stockholm, där han landade den 16 september 1975 för att söka politisk asyl. I Sverige utbildade han sig till hjärtläkare, och har arbetat bland annat på hjärtklinikerna på Danderyds och S:t Görans sjukhus samt som hjärtläkare på Hudiksvalls sjukhus. 2003 öppnade han en privat klinik i Addis Abeba och fyra år senare öppnades Addis Cardio Thoracic Hospital, som blev det första sjukhuset i Etiopien som utförde pacemakerbehandling och ballongutvidgning.

### Gripande maj 2013
När Maru 2010 skulle föra in enklare begagnad sjukhusutrustning till kliniken så hamnade han i en konflikt med tullen om värdet på utrustningen. Konflikten ledde till ett åtal om försök till smuggling - som dock omgående lades ner. Tre år senare, 2013, gjorde myndigheterna ett tillslag mot den dåvarande tullministern, varvid Maru misstänktes för att tre år tidigare ha förmått tullministern att lägga ner hans smugglingsåtal 2010, och han greps den 12 maj 2013 misstänkt för mutbrott och dömdes mot sitt nekande till 4 års fängelse.
Mutåtalet ogiltigförklarades i maj 2016 av högsta domstolen och Maru friades från alla anklagelser – men blev trots detta inte frisläppt. Istället kom senare ett nytt åtal, denna gång för terrorbrott, där Maru anklagades för att ha legat bakom en brand som bröt ut på Kalitifängelset i september 2016 – trots att han själv inte var på plats när branden bröt ut, utan vårdades för kollapsad lunga på ett sjukhus. 
Detta sista åtal mot Maru möttes av en särskilt omfattande kritik från många håll som en synnerligen godtycklig tillämpning av landets terroristlagstiftning, och i januari 2018 inledde Amnesty International en kampanj för att få honom frigiven. Domstolen friade Maru från terroranklagelser den 8 maj 2018, och den 11 maj 2018 lade domstolen ner åtalet omfattande alla åtalspunkter mot honom.

### Frigivning maj 2018
Den 15 maj 2018 släpptes Maru från fängelset i Etiopien och anlände till Sverige den 18 maj. Han återtog efter viss återhämtning  sitt arbete som hjärtläkare i Etiopien våren 2019.

### Kritik för oetiska operationer
Maru kritiserades i mars 2019 för att ha opererat in pacemakrar från avlidna utan att informera mottagarna om enheternas historik. Maru framhöll att resteriliserade pacemakrar inopererades i Sverige fram till i början av 2000-talet och ytterligare några år i Etiopien, men att begagnade pacemakrar därefter inte längre används bland annat på grund av sjunkande priser på nya enheter. Maru framhöll att information inte undanhållits aktivt, men inte heller getts aktivt beroende på religiösa föreställningar som gjort det svårt för många patienter att acceptera en sådan information. Avsikten har enligt Maru hela tiden varit att ge bästa möjliga vård till lägsta möjliga pris.